# Capannone

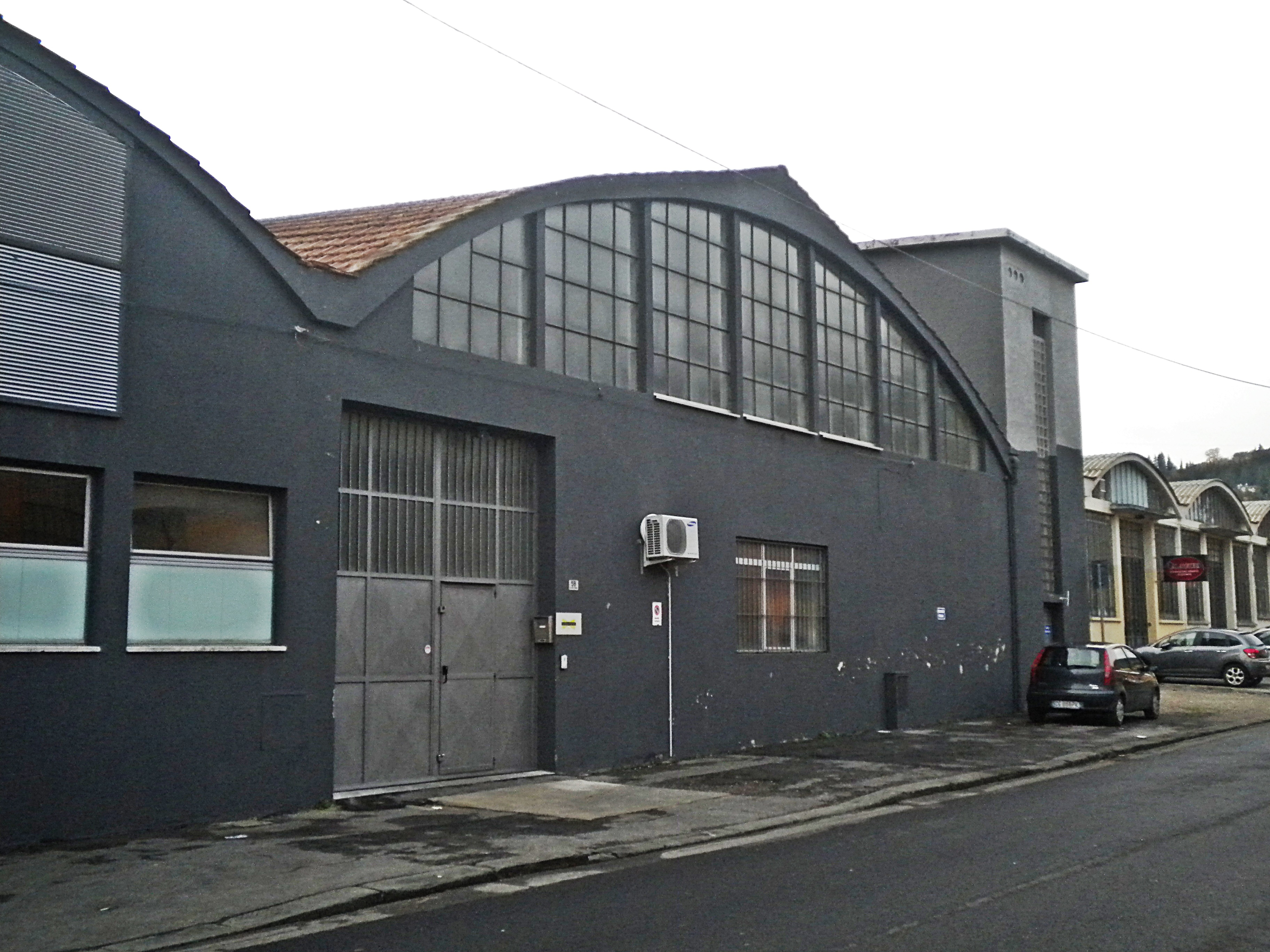
Un capannone a Prato

Il capannone è un immobile costruito generalmente da moduli prefabbricati in cemento armato precompresso o in acciaio, destinato ad uso industriale o artigianale.
Ne sono esempio tutti i moderni insediamenti produttivi industriali/magazzini.
La forma e dimensione del capannone industriale dipende in larga parte dal lay-out degli impianti che deve contenere.
Può seguire la formula della vendita diretta oppure della locazione immobiliare. 

## Capannoni in muratura
Il capannone in cemento è la prima forma di copertura progettata per allestire un’area di magazzino fin dagli anni della prima Rivoluzione industriale. 
Lo sforzo economico per la costruzione dell’edificio supera in media il mezzo milione di euro, per non parlare del lungo iter burocratico e l’ottenimento dei permessi per costruire. Proprio per questo, soprattutto in questi ultimi anni, i capannoni in muratura stanno attraversando un periodo di involuzione nel settore industriale, in quanto risorse di un valore altissimo ma sempre più difficili da mantenere e ottimizzare in ottica ambientale.
In generale finanziare la realizzazione di un capannone in muratura da zero è una scelta di nicchia, con tempi di attesa medio lunghi e un impiego di risorse considerevoli. Data la quantità di edifici industriali simili abbandonati su tutto il territorio nazionale, le imprese preferiscono rilevare vecchie strutture in disuso piuttosto che allestirne altre.

## Capannoni prefabbricati
Per sopperire ai lunghi tempi di realizzazione delle strutture in muratura, l’edilizia industriale ha introdotto negli scorsi decenni i cosiddetti capannoni prefabbricati. Queste coperture industriali vengono erette utilizzando moduli standard in cemento armato, ferro o muratura, che riducono notevolmente i tempi tecnici del cantiere. In alternativa si può sostituire il cemento con pannelli sandwich in acciaio, che migliorano l’isolamento termico e acustico creando un ambiente interno coibentato. Rispetto alla precedente, la struttura prefabbricata richiede uno sforzo economico minore (anche se ancora elevato), mentre resta invariata la questione dei permessi e l’impatto ambientale dell’immobile.

## Capannoni mobili in PVC
L’innovazione del settore, progettate per limare le problematiche evidenziate nei capannoni in muratura, sono le coperture mobili in carpenteria e PVC, anche dette magazzini mobili. Si tratta di grandi tensostrutture realizzate con capriate a pantografo in acciaio zincato, resistente e altamente duraturo, rivestite con una trama di poliestere spalmata di PVC ignifugo e impermeabile. Alla base della carpenteria metallica, questi tunnel mobili sono dotati di ruote in acciaio che permettono alla struttura di scorrere lungo binari, impacchettando o allargandosi all’occorrenza. Queste strutture sono estremamente flessibili perché permettono non solo di aumentare gli spazi coperti, ma anche di ottimizzare aree spesso poco o male utilizzate (ad esempio tra due capannoni preesistenti, oppure tra il fabbricato e il muro di cinta). 
Tra le coperture mobili industriali esistono una moltitudine di versioni progettate per qualsiasi esigenza: capannoni e coperture mobili autoportanti, tunnel retrattili, tettoie laterali. Ogni struttura è realizzata in componenti modulari ed è completamente personalizzabile, una soluzione al passo con i tempi e sempre più adottata dalle aziende in qualsiasi settore. Le migliori aziende specializzate nella progettazione e installazione di capannoni mobili realizzano coperture industriali su misura, adattate esattamente allo spazio da ottimizzare e accessoriate ad hoc per renderle un perfetto alleato logistico sia dal punto di vista strutturale che funzionale. Inoltre godono di una burocrazia agevolata e richiedono meno permessi per la realizzazione, sono veloci da installare (impiegano circa 30-60 giorni) e hanno prezzi molto più bassi rispetto alle soluzioni precedenti. Dal punto di vista della sostenibilità, i capannoni in telo si possono smontare in modo semplice senza restare dismessi con il passare degli anni.